# 永遠の愛の炎
『永遠の愛の炎』（えいえんのあいのほのお、原題：Lap of Luxury）は、チープ・トリックが1988年に発表したアルバム。スタジオ・アルバムとしては10作目。

## 解説
1980年にバンドを脱退したオリジナル・ベーシストのトム・ピーターソンが、本作より復帰。テリー・デサリオ等との仕事で知られるリッチー・ズィトーがプロデュースを担当。
アルバムは全米16位に達した。外部ソングライターにより書き下ろされたバラード「永遠の愛の炎」が第1弾シングルとしてリリースされ、バンドにとって初の全米1位獲得シングルとなった。しかし、リック・ニールセンは後に、この曲に関して「外部の作曲家を雇ったことで、僕らが信頼していた批評家達から叩かれた」と語っている。第2弾シングルはエルヴィス・プレスリーのカヴァー「冷たくしないで」で、全米4位。その後「ゴースト・タウン」（全米33位）、「ネヴァー・ハド・ア・ロット・トゥ・ルーズ」（全米75位）もシングル・ヒット。

## 収録曲
1. レット・ゴー - "Let Go" (Rick Nielsen, Todd Cerney) - 4:25
2. ノー・マーシー - "No Mercy" (Jon Lind, Jim Scott) - 3:54
3. 永遠の愛の炎 - "The Flame" (Bob Mitchell, Nick Graham) - 5:37
4. スペース - "Space" (Mike Chapman, Holly Knight) - 4:16
5. ネヴァー・ハド・ア・ロット・トゥ・ルーズ - "Never Had a Lot to Lose" (Robin Zander, Tom Petersson) - 3:22
6. 冷たくしないで - "Don't Be Cruel" (Otis Blackwell, Elvis Presley) - 3:06
7. ロング・サイド・オブ・ラヴ - "Wrong Side of Love" (R. Nielsen, Todd Cerney) - 3:59
8. 夢こそはすべて - "All We Need Is a Dream" (R. Nielsen, R. Zander, Greg Giuffria) - 4:20
9. ゴースト・タウン - "Ghost Town" (R. Nielsen, Diane Warren) - 4:11
10. オール・ワウンド・アップ - "All Wound Up" (R. Zander, T. Petersson, J. Allen) - 4:45

## 参加ミュージシャン
- ロビン・ザンダー - ボーカル、リズムギター
- リック・ニールセン - リードギター、バッキング・ボーカル
- トム・ピーターソン - ベース、バッキング・ボーカル
- バン・E・カルロス - ドラムス